# Synagoge (Meerssen)

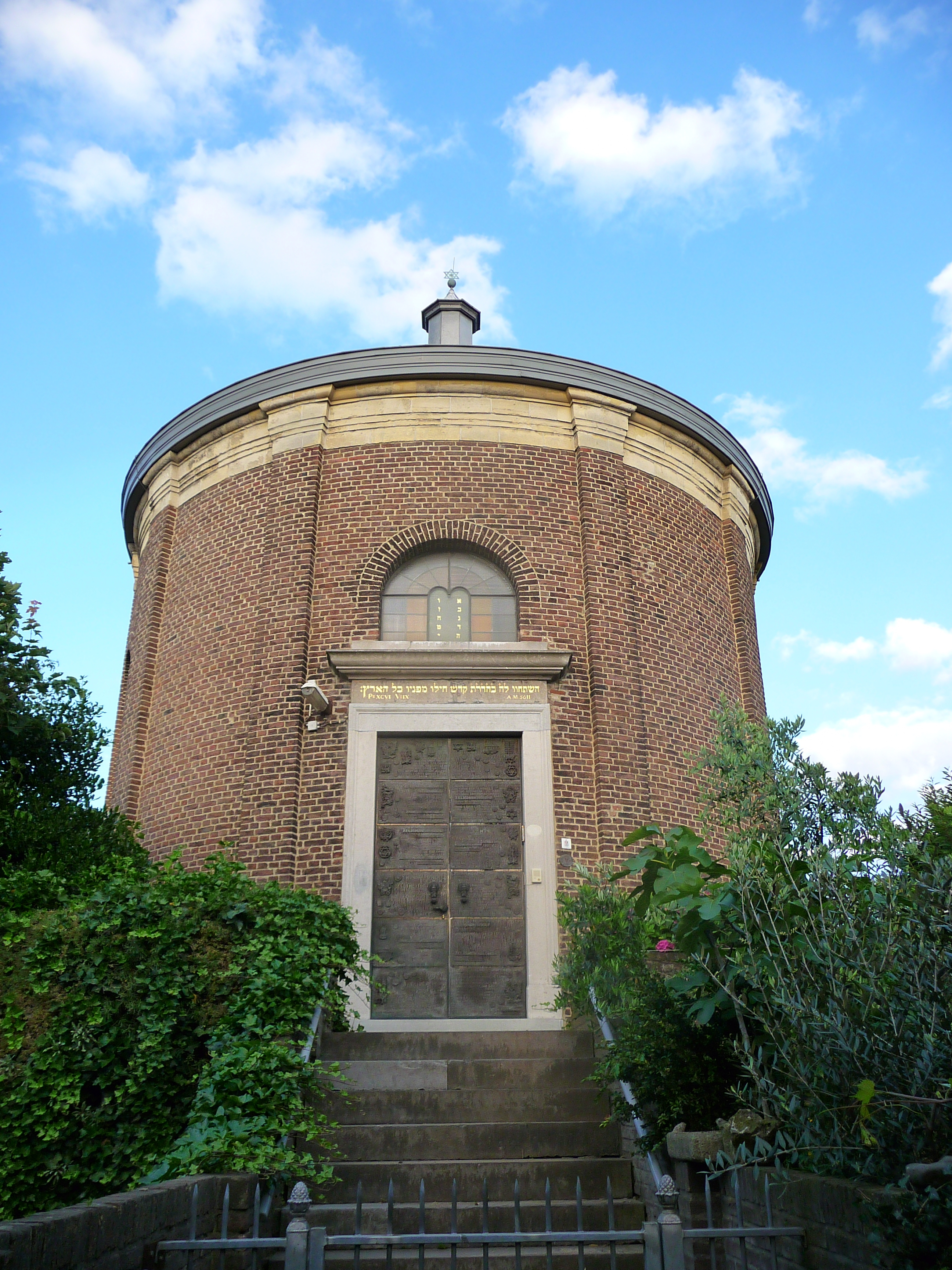
De voormalige synagoge van Meerssen

De (voormalige) synagoge van Meerssen bevindt zich in de Kuileneindestraat. Het gebouw werd voor de eredienst gebruikt van 1853 tot 1947.
Het gebouw is een rijksmonument.

## Geschiedenis
Aan het einde van de zeventiende eeuw vestigden zich de eerste Joden in Meerssen. Aanvankelijk hielden zij hun diensten in een huissynagoge aan de Beekstraat. Dit pand was eigendom van ene Levie Soesman. Na zijn overlijden, wilde Levies zoon Bernard de diensten niet meer in zijn huis hebben en moesten de Meerssener Joden op zoek naar een nieuwe locatie. Tijdelijk kon men gebruikmaken van een huissynagoge aan de Gasthuisstraat, maar dit pand was ongeschikt. Men wilde een echte synagoge.
De plannen waren er, en voor het benodigde geld werd hard gespaard. Wekelijks legden mensen centen, dubbeltjes en zelfs kwartjes bij (in die tijd een enorm bedrag) voor de bouw van een eigen synagoge. De beloning voor de spaarders was het vooruitzicht op een eigen zitplaats in de synagoge. Ofschoon er recht was op subsidie, was de overheid niet erg makkelijk met het geven van geld. Pas in 1852 kwam de gemeente, onder zware druk van de provincie, over de brug. Eindelijk kon met de bouw worden begonnen.
Architect Johannes Lemmens is de ontwerper van het gebouw, dat op 17 juni 1853 werd ingewijd.
Aan het begin van de twintigste eeuw was de Joodse gemeenschap van Meerssen eigenlijk al te klein geworden voor een eigen synagoge. Het gebouw was erg duur in onderhoud, maar de Meerssener Joden hadden hard moeten werken voor hun sjoel en ze bleef in gebruik. De Tweede Wereldoorlog maakte echter een bruut einde aan de Joodse gemeente van Meerssen: slechts een enkeling overleefde de oorlog. In 1947 werd de synagoge aan de eredienst onttrokken. De inventaris ging naar de synagoge van Maastricht.
Na de oorlog kreeg de voormalige synagoge verschillende bestemmingen. In 1977 brandde het gebouw voor een groot deel af. Men wilde het gebouw niet verloren laten gaan, zoals de andere synagogen in Limburg en er werd een stichting in het leven geroepen die de synagoge moest redden van de definitieve ondergang. Op 12 maart 1989 werd de synagoge van Meerssen feestelijk heropend.
Bij deze heropening kreeg het gebouw de beroemde bronzen deuren van kunstenaar Appie Drielsma. In deze deuren zijn de namen verwerkt van de stichters van de synagoge en van de joodse bewoners van Meerssen die tijdens de oorlog zijn omgekomen. Vandaag de dag huist in de voormalige synagoge van Meerssen de Stichting Leerhuis Limburg.

## Synagogen in Limburg
De synagoge van Meerssen is een van de vier overgebleven synagogegebouwen in Limburg. In Heerlen is een voormalige synagoge aan de Stationsstraat in particulier bezit, net zoals de synagoge aan de Hamstraat in Roermond. De synagoge aan de Bogaardenstraat in Maastricht is de enige synagoge in Limburg die nog voor de eredienst wordt gebruikt.